# ミゲル・デルポソ
- ミゲル・デル・ポソ
- ミゲル・デルポーゾ

ミゲル・エドゥアルド・デルポソ（Miguel Eduardo Del Pozo, 1992年10月14日 - ）は、ドミニカ共和国サントドミンゴ出身のプロ野球選手（投手）。左投左打。MLBのデトロイト・タイガース傘下所属。

## 経歴

### プロ入りとマーリンズ傘下時代
2010年11月20日にインターナショナル・フリーエージェントでフロリダ・マーリンズとマイナー契約を結びプロ入り。
2011年6月1日にマーリンズ傘下のマイナーチームであるルーキー級ドミニカン・サマーリーグ・マーリンズでプロデビュー。2011年シーズンは同球団に専属し、12登板・40.2投球回を投げて防御率5.09を記録した。
2012年はルーキー級ガルフ・コーストリーグ・マーリンズに転属しシーズンを専属した。シーズン成績は、18登板・31.1回を投げて防御率4.02を記録した。
2013年はA+級ジュピター・ハンマーヘッズでシーズンを迎え、4月26日にA-級バタビア・マックドッグスに降格。以降6月19日までの約2ヵ月間欠場した。このシーズンは2チーム合計で19救援・26.1回を投げて防御率4.44を記録した。
2014年はA級グリーンズボロ・グラスホッパーズでシーズンを過ごした。シーズン成績は41救援・66.0回を投げて防御率4.91を記録。シーズンオフにウィンターリーグであるリーガ・デ・ベイスボル・プロフェシオナル・デ・ラ・レプブリカ・ドミニカーナのヒガンテス・デル・シバオに所属した。
2015年はA+級ジュピターでシーズンを専属し、7月29日に左肘の張りで故障者リスト入りし以降出場はなかった。シーズン成績は27登板・59.1回を投げて防御率4.25を記録。同年トミー・ジョン手術を行い、その影響で2016年シーズンの出場はなかった。
2017年6月26日にルーキー級ガルフ・コーストリーグ・マーリンズで実戦復帰し、7月2日にA級クリントンに昇格、7月13日A+級ジュピターに昇格した。更に8月21日にAA級ジャクソンビル・ジャンボシュリンプに昇格。このシーズンは4チーム合計で22登板・25.2回を投げて防御率0.70を記録。シーズンオフにアリゾナ・フォールリーグのソルトリバー・ラフターズに所属した。またマーリンズはオフにデルポソを40人枠に追加した。
2018年はAA級ジャクソンビルでシーズンを専属した。シーズン成績は28救援・34.0回を投げて防御率3.97を記録。マーリンズは10月26日にデルポソを40人枠から除外した。デルポソは11月2日にマイナーFAを行使した。

### レンジャーズ傘下時代
2018年12月21日にテキサス・レンジャーズとマイナー契約を結び、移籍した。
2019年は傘下のAAA級ナッシュビル・サウンズでシーズンを迎えた。

### エンゼルス時代
2019年8月9日に金銭トレードで、ロサンゼルス・エンゼルスへ移籍し、傘下のAAA級ソルトレイク・ビーズに配属された。8月18日にメジャー契約を結んでアクティブ・ロースター入りし、8月20日のレンジャーズ戦で救援登板してメジャーデビュー。この試合では0.2回を投げて無失点だった。レギュラーシーズン終了後の10月28日にマイナー契約でAAA級ソルトレイクへ配属され、同日中にFAとなった。

### パイレーツ時代
2019年12月17日にピッツバーグ・パイレーツとマイナー契約を結び、2020年のスプリングトレーニングに招待選手として参加することになった。
2020年7月28日にメジャー契約を結んでアクティブ・ロースター入りした。8月13日にDFAとなり、16日にマイナー契約となった。レギュラーシーズン終了後の10月13日にFAとなった。

### タイガース時代
2021年1月7日にデトロイト・タイガースとマイナー契約を結んだ。シーズンでは5月のマイナーリーグ開幕から傘下のAAA級トレド・マッドヘンズでプレーし、6月15日にメジャー契約を結んでアクティブ・ロースター入りした。この年メジャーでは5試合に登板して防御率3.38、4奪三振を記録した。
2022年4月6日にDFAとなり、翌7日にAAA級トレドへ配属された。

## 投球スタイル
最速97.5mph（約156.9km/h）の速球とカーブで勝負する。1％ほどの割合でチェンジアップも投げる。

## 詳細情報

### 年度別投手成績
| 年 度    | 球 団    | 登 板 | 先 発 | 完 投 | 完 封 | 無 四 球 | 勝 利 | 敗 戦 | セ 丨 ブ | ホ 丨 ル ド | 勝 率 | 打 者 | 投 球 回 | 被 安 打 | 被 本 塁 打 | 与 四 球 | 敬 遠 | 与 死 球 | 奪 三 振 | 暴 投 | ボ 丨 ク | 失 点 | 自 責 点 | 防 御 率 | W H I P |
| -------- | -------- | ----- | ----- | ----- | ----- | -------- | ----- | ----- | -------- | ----------- | ----- | ----- | -------- | -------- | ----------- | -------- | ----- | -------- | -------- | ----- | -------- | ----- | -------- | -------- | ------- |
| 2019     | LAA      | 17    | 0     | 0     | 0     | 0        | 1     | 1     | 0        | 0           | .500  | 45    | 9.1      | 10       | 3           | 8        | 0     | 0        | 11       | 0     | 0        | 11    | 11       | 10.61    | 1.93    |
| 2020     | PIT      | 5     | 0     | 0     | 0     | 0        | 0     | 0     | 0        | 0           | ----  | 25    | 3.2      | 7        | 0           | 8        | 1     | 0        | 2        | 1     | 0        | 7     | 7        | 17.18    | 4.09    |
| 2021     | DET      | 5     | 0     | 0     | 0     | 0        | 0     | 0     | 0        | 0           | ----  | 25    | 5.1      | 8        | 0           | 2        | 0     | 0        | 4        | 0     | 0        | 2     | 2        | 3.38     | 1.88    |
| MLB：3年 | MLB：3年 | 27    | 0     | 0     | 0     | 0        | 1     | 1     | 0        | 0           | .500  | 95    | 18.1     | 25       | 3           | 18       | 1     | 0        | 17       | 1     | 0        | 20    | 20       | 9.82     | 2.35    |

### 背番号
- 58（2019年）
- 63（2020年）
- 71（2021年）